# Верхний Баяк
Верхний Баяк — деревня в Красноуфимском округе Свердловской области. Управляется Баякским сельским советом.

## География
Верхний Баяк расположен на обоих берегах реки Баяк, в 17 километрах на востоко-юго-восток от административного центра округа и района — города Красноуфимска.

### Часовой пояс
Верхний Баяк как и вся Свердловская область, находится в часовой зоне МСК+2. Смещение применяемого времени относительно UTC составляет +5:00.

## История
Находилась в составе Мало-Кущинской волости. В 1859 году здесь проживали 18 башкир-вотчинников и 21 тептярей.

## Население
| 2002 | 2010 | 2021 |
| ---- | ---- | ---- |
| 148  | ↘99  | ↘76  |

Согласно итогам переписи 2010 года в селе проживают татары (100%).

## Инфраструктура
В Верхнем Баяке три улицы: Заречная, Манчажская и Нагорная.